# القارة (الأحساء)
القارة هي واحدة من أكبر قرى محافظة الأحساء بالمنطقة الشرقية في المملكة العربية السعودية.

## الموقع
تتواجد قرية القارة على سفح جبل القارة، وهي أحد البلدات والقرى المحيطة بالجبل (التويثير، التهيمية، الدالوة). القارة تتوسط الواحة الشرقية للأحساء  حيث تقع عذه القرية على بُعد 25 كيلومتر شرق مدينة الهفوف باتجاه منتزه الأحساء الوطني.

## المساحة

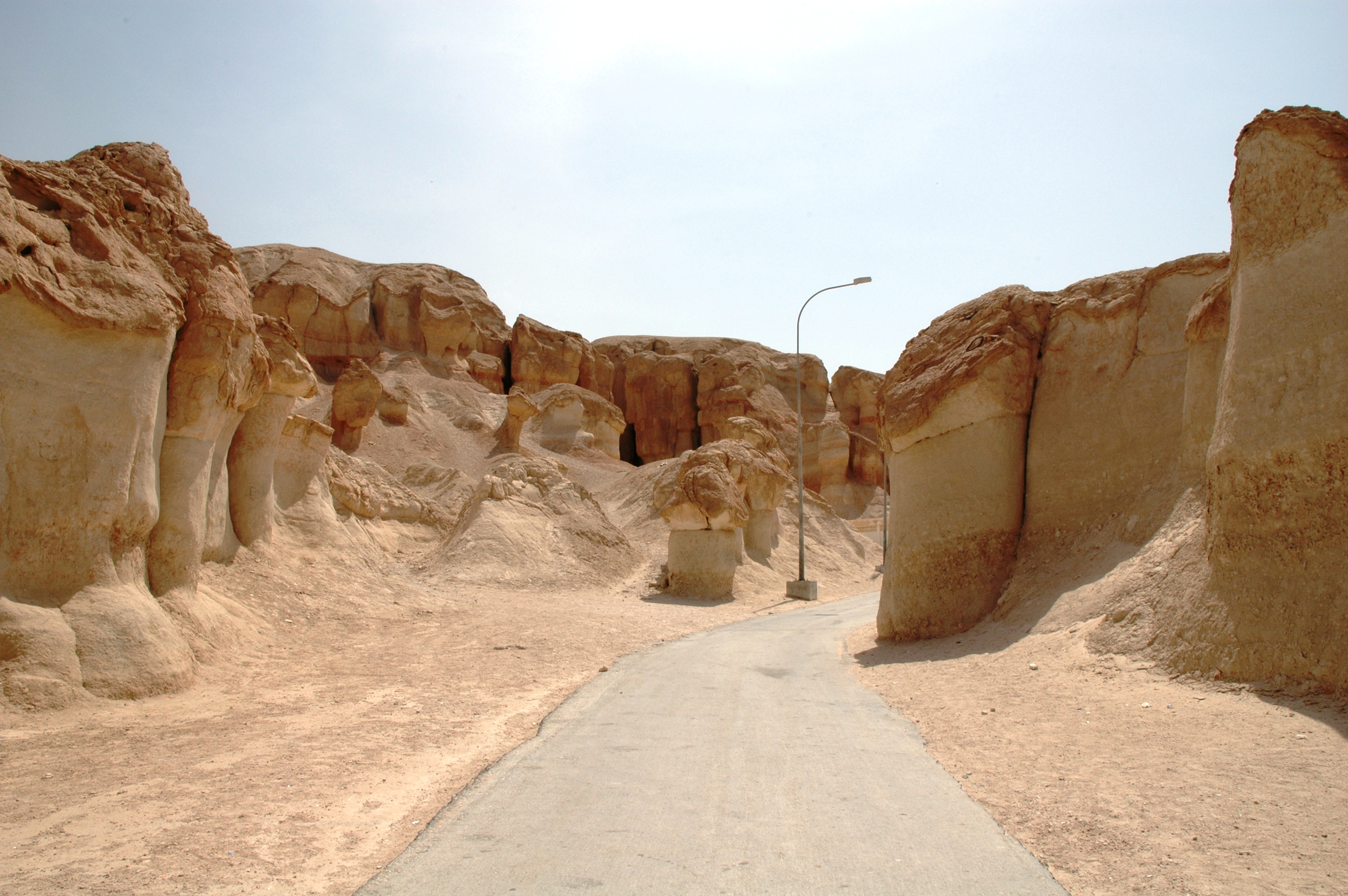
الطريق إلى جبل القارة

تقدر مساحة قرية القارة 6 كيلومتر مربع (3.14 كلم طولاً، 2.02 كلم عرضاً) وذلك حسب تقدير برنامج قوقل ايرث للمساحة المعمورة بالبناء وتتضاعف هذه المساحة بإضافة الغطاء الأخضر لها.

## السكان
ويُقدّر عدد سكانها بـ 8853 نسمة.

## صناعة الفخار
اشتهرت الأحساء وخاصة قرية القارة بصناعة الفخار منذ القدم؛ فتوارثوها أباً عن جد؛ بالإضافة إلي توافر المادة الخام الصالحة لهذه الصناعة، ومن خلالها اُنتجت العديد من الأشياء لتلبية احتياجات الناس في ذلك الوقت مثل أواني طهي الطعام وأدوات حفظ المياه كالمصاخن والحب والزير وغيرها، ومازالت هذه الحرفة التراثية متوفرة في قرية القارة. ويوجد فيها أسرة الغراش التي عُرفت بهذه الحرفة واقترن اسمها بها وتوارثت هذه الأسرة هذه الحرفة بحيث يقوم الأب بتعليمها لأبناءه، ويقوم الأبناء بمزاولة هذه الحرفة يومياً داخل المصنع المتاخم لجبل القارة من الناحية الغربية، ويؤمه الكثير من الزوار والسياح المواطنين والأجانب، على مدى أيام الأسبوع ويتزايدون بشكل كبير يومي الخميس والجمعة ويأتون من داخل المملكة ودول الخليج العربي.

## جبل القارة
يقع جبل القارة بين قرية التويثير وقرية القارة في محافظة الأحساء المملكة العربية السعودية، ويصل ارتفاعه إلى 70 متراً على مساحة 2.5 كلم مربع تقريباً. عُرف قديماً باسم جبل الشبعان،  ويحتوي علي كهوف ومغارات باردة صيفاً ودافئة شتاءً،  ويتكون من صخور رسوبية بلون ضارب إلى الحمرة، ويتصف بكهوفه ذات الطبيعة المناخية الفريدة فهي ليست مجرد تكويناً صخرياً متميز بل تخالف أجواء الطقس السائدة خارج الجبل فهذه الكهوف باردة صيفا ودافئة شتاء وفي العموم لا تتعدى درجة حرارة 20 °.

## مشاهير
- محمد بن عبد الله العيثان - فقيه وكاتب.[10]
- علي بن محمد العيثان - فقيه ومدرس إسلامي.[11]

- دانة العيثان - فائزة بجائزة آيسف العالمية في الكيمياء.[12]
- معتوق العيثان - شاعر وأديب.[13]

## وصلات خارجية
الموقع الرسمي لقرية القارة